# Conference Internationale de Gouvernance d'Entreprise
Les conférences internationales de gouvernance d'entreprise ou CIGE sont des colloques scientifiques se déroulant sur le territoire européen et/où américain une fois par an.
La première conférence internationale de gouvernance d'entreprise (CIGE) a eu lieu en 2002.
Cet événement de premier plan est l'occasion de réunir les chercheurs, principalement francophones (et anglophones dans une moindre mesure), qui s'intéressent à la gouvernance d'entreprise ou au gouvernement d'entreprise. Les participants viennent généralement de plusieurs pays principalement européens et américains :
- la France,
- la Belgique,
- la Suisse,
- le Canada,
- l'Allemagne,
- le Royaume-Uni.

La gouvernance d’entreprise, en constituant le point de rencontre de nombreuses disciplines
(principalement la gestion, le droit et l’économie), peut faire l’objet de travaux scientifiques de grande qualité. 
La prochaine édition de la Conférence Internationale de Gouvernance d'Entreprise (CIGE 2008) aura lieu à Bordeaux les 5 et 6 juin 2008 au Pôle Universitaire de Sciences de Gestion - dirigé par le Professeur Gérard Hirigoyen.